# Robert Détroyat
Pour les articles homonymes, voir Détroyat (homonymie).
 (https://www.defense.gouv.fr/marine/actu-marine/presentation-du-fanion-au-bataillon-de-fusiliers-marins-detroyat).
Robert Détroyat est un officier de la marine et compagnon de la Libération français, né le 8 janvier 1911 à Tours et mort au combat en 21 juin 1941 à Mezzé les Damas en Syrie alors qu'il commande le 1er Bataillon de fusiliers marins.

## Carrière
Fils du général de brigade Marie Armand Paul André Détroyat, il suit ses études à Paris, à Rome, à Sainte-Croix de Neuilly où il obtient le baccalauréat en 1927, puis à Sainte-Geneviève de Versailles.
Il entre à l'École navale en 1929 et en sort en 1931 avec le grade d'enseigne de vaisseau.
Il sert dans les Forces navales du Levant, puis aux Fusiliers marins. Il est promu lieutenant de vaisseau en 1939.
Rentré en France en février 1940, il est nommé commandant du Chasseur 5 à Cherbourg. Sous ses ordres, son navire aura deux citations à l'ordre de l'armée de mer, une le 24 mai 1940 et l'autre le 29 mai : 

« Le Chasseur 5 sous le commandement du lieutenant de vaisseau Détroyat a vaillamment pris part aux opérations en mer du Nord lors de l'invasion allemande en Belgique et en Hollande. Malgré une réaction ennemie puissante et acharnée qui a causé des pertes sévères, a fait preuve d'une magnifique énergie et d'un complet mépris du danger en participant d'une manière très active et très efficace aux opérations poursuivies en mer du Nord et Manche orientale, pour soutenir l'action des forces terrestres. »

« Le Chasseur 5, sous le commandement du lieutenant de vaisseau Détroyat a, le 23 mai 1940, sous un violent bombardement exécuté par 34 avions ennemis, accosté un torpilleur en feu pour sauver le personnel de ce bâtiment. »

En juillet 1940, à la suite de l'appel du 18 juin, il rejoint les Forces navales françaises libres.
Il lui est confié la mission de former une unité de fusiliers marins par l'amiral Muselier. Commandant du 1er Bataillon de fusiliers marins (1er BFM), il est promu capitaine de corvette et s'embarque à bord du Westernland vers Dakar au mois d'août 1940. Il prend part aux opérations du Gabon, puis se trouve vers le canal de Suez. Lors de la campagne de Syrie, il avance vers Damas. A la tête de ses troupes, le 21 juin 1941, il s'arrête à Mezze. Il est mortellement blessé par une rafale de mitraillette de troupes vichystes en allant rejoindre son adjoint Jean des Moutis.
Il est inhumé après guerre à Saint-Pierre-d'Irube au Pays Basque.
Il est le cousin de l'aviateur français Michel Détroyat (1905-1956).

## Reconnaissance
Il est reconnu « Mort pour la France ».
L'aviso Détroyat (1977-1997) fut nommé en son honneur.
La préparation militaire Marine de Tours PMM « Capitaine de Corvette Détroyat » est baptisée en son honneur.
Le bataillon de fusilier marins  Méditerranée a été nommé le bataillon de fusiliers marins Détroyat le 1er septembre 2021.

## Décorations
- Chevalier de la Légion d'honneur par décret du 27 août 1945[5],[3]
- Compagnon de la Libération à titre posthume par décret du 16 août 1944 avec la citation suivante[5],[3]:

« Jeune officier énergique et plein d'allant. A rejoint les forces françaises libres dès juillet 1940. A formé en Angleterre un bataillon de fusiliers marins et a su communiquer à tous sa foi et son enthousiasme. A conduit son bataillon en Afrique où il a participé aux expéditions de Dakar et du Gabon. A été tué à Mezzé (Syrie) le 21 juin 1941 en circulant dans nos avant-postes pour y donner des ordres au cours d'un douloureux combat. Déjà cité au cours de la campagne de France. »

- Croix de guerre 1939–1945 (4 citations)[5]
- Médaille de la Résistance française avec rosette par décret du 16 janvier 1947[5],[6],[3]
- Croix du Souvenir de guerre (Pays-Bas)[5]